# Евагор I
Евагор I (на старогръцки: Εὐαγόρας, Evagoras, Euagoras I.; * 435 пр.н.е.; † 374 пр.н.е.) е цар на Саламин (Саламис), полис на остров Кипър. 
Принадлежи към династията на Тевкридите (по името на Тевкър, изгнаник от остров Саламин и вероятно епоним на троянското племе тевкри).
Възцарява се през 410 пр.н.е. след като известно време прекарва в Соли (също град-държава на остров Кипър), където е прогонен, но се връща обратно в Саламис през 411 пр.н.е. с придружители и сваля Абдемон.
Съюзник е на египетския фараон Хакор (Ахорис) срещу Ахменидска Персия, с чийто владетел Артаксеркс II се помирява през 380 г. пр.н.е.
Остава на власт до смъртта си, а Исократ - ретор от Древна Атина, стоящ на про-македонски позиции - държи надгробна реч за него.